# USA-184
USA-184またはNRO Launch 22 (NROL-22) は、アメリカ合衆国のシギント(信号諜報)偵察衛星であり、アメリカ国家偵察局(NRO)が運用中のものである。この衛星は、2006年に打上げられ、発展型トランペット(Advanced Trumpet)衛星として知られていた、モルニヤ軌道を周回するシギント衛星シリーズの最初の衛星と同定されている。なお、エドワード・スノーデンが2013年8月30日に暴露した資料によれば、トランペット・シリーズ衛星の、米国議会の予算書上の正式名称はRavenである可能性が高くなった。
USA-184 は、ボーイング社によって、デルタ IVロケットMedium+(4,2)構成(フェアリング直径4m、補助ロケット2基)を用いて打上げられた。これはヴァンデンバーグ空軍基地(カリフォルニア州)SLC-6打上げ複合施設からの最初のデルタ IVの打上げとなったこの施設は、元来はタイタンロケット(後にはスペースシャトル)を用いたヴァンデンバーグ空軍基地からの有人ロケットの打上げのために建設されたものであったが、この計画は放棄されていた。この打上げは発展型使い捨てロケット(Evolved Expendable Launch Vehicle：EELV)を用いた最初のものであり、またEELVを用いたNRO衛星の最初のものでもあった。

発射時刻は2006年6月28日 03:33 UTC であった。
この打上げは NRO Launch 22 と同定され、
これはデルタIVロケットによる6回目の打上げに当たる。フライトナンバーは Delta 317(D317)であった。
この衛星の軌道と任務は公式には機密事項であるが、他のほとんどの機密衛星と同様に、アマチュア観測者達によって定位され追跡されており、その軌道は近地点高度1138km、遠地点高度39210km、軌道傾斜角63.2°のモルニヤ軌道であることが突き止められているこの衛星はシギント用ペイロードの他に2つの2次的測定装置を搭載している。1つは SBIRS弾道ミサイル早期警戒衛星システムの高高度部分(SBIRS-HEO)を構成するためのSBIRS-HEO-1赤外線ミサイル探知システムであり、もう1つはNASAの磁気圏の科学的観測プログラムであるTWINS の1部を構成する TWINS-1 または TWINS-A 測定システムである。。